# Шокпар (село)
Шокпа́р (каз. Шоқпар) — село у складі Шуського району Жамбильської області Казахстану. Адміністративний центр Шокпарського сільського округу.
У радянські часи село називалось Чокпар.
Населення — 732 особи (2021; 569 у 2009, 1369 у 1999, 1690 у 1989).